# Discovery Science
Discovery Science és un canal de televisió per subscripció produït per Discovery Communications. A Llatinoamèrica, Sud-est Asiàtic, Europa i Austràlia es coneix com a Discovery Science. Es caracteritza per transmetre programes de televisió (que van ser emesos anteriorment a Discovery Channel) relacionat amb la ciència cobrint tots els aspectes de la ciència, com l'espai, tecnologia, prehistòria i ciència animal.

## Història
Llançat el 1999 i originalment anomenat Discovery Science, va canviar el seu nom a The Science Channel el 2002. A l'abril de 2003, el canal va passar per una renovació completa, en transmetre nous programes de televisió més actualitzats.
Al desembre de 2007, Science Channel va debutar un nou look en canviar el seu logo a un quadre taronja amb les lletres de l'element Sc en blanc (els mateixos dos colors usats en el logo del canal Nickelodeon). El disseny del logo és similar a la de la Taula periòdica, i l'element que és usat és el Sc (scandium). Les versions internacionals de Science Channel són transmeses en el Sud-est Asiàtic, Europa i Austràlia com a Discovery Science.
Discovery Science també té un canal d'alta definició, Science Channel HD, que va ser llançat l'1 de setembre de 2007. La versió HD del canal té les lletres HD en la cantonada superior esquerra.

## Sèries
Una llista seleccionada de diversos programes transmesos en Discovery Science:
- Paleoworld
- Beyond Tomorrow
- Building the Ultimate
- Cosmos
- Discover Magazine
- How It's Made
- How Do They Do It?
- How the Universe Works
- Deconstructed
- Destroyed in Seconds
- Extreme Engineering
- Extreme Machines
- Invention Nation
- It's All Geek to Me
- Junkyard Wars
- MythBusters
- Patent Bending
- Raging Planet
- Survivorman
- Terra Nova
- Through the Wormhole
- Understanding
- Wonders of the Solar System
- Wonders of the Universe